# 대규모지진대책특별조치법
대규모지진대책특별조치법(일본어: 大規模地震対策特別措置法)은 일본에서 대규모 지진에 의한 재해로부터 국민의 생명, 신체 및 재산을 보호하기 위해 지진방재대책강화지역 지정과 지진관측체제 정비 및 기타 지진방재응급대책, 기타 지진방재에 관한 사항에 관해 특별한 조치를 종해 지진방재대책의 강화를 진행해 사회질서의 유지와 공공의 복지 확보에 이바지하는 법을 이야기한다. 줄여서 대진법(大震法)이라고도 한다. 도카이 지진의 직전 예지를 목적으로 1978년에 제정되었다.

## 같이 보기
- 도카이 지진
- 지진방재대책강화지역
- 경계선언